# Alternaria triticicola
Alternaria triticicola är en svampart som beskrevs av V.G. Rao 1964. Alternaria triticicola ingår i släktet Alternaria och familjen Pleosporaceae.   Inga underarter finns listade i Catalogue of Life.